# Hansa-Brandenburg G.I
Hansa-Brandenburg G.I — австро-венгерский средний бомбардировщик, состоявший на вооружении Императорско-Королевских ВВС во время Первой мировой войны.

## История
Спроектирован в конце 1915 года Эрнстом Хейнкелем, на тот момент работавшим в немецкой компании Hansa-Brandenburg. Серийному выпуску предшествовала постройка прототипов ZM I, ZM II и GF, несколько различавшихся габаритами крыльев и силовой установки.
К самолёту Hansa-Brandenburg GF, прошедшему испытания в начале 1916 года, проявило интерес командование вооружённых сил Австро-Венгрии, на которое произвело впечатления начавшееся в августе 1915 года массовое применение итальянской бомбардировочной авиации. В мае и июле были заказаны 2 GF, стоимостью по 60 000 марок за штуку. Обе машины (бортовые номера 05.05 и 05.08) прибыли в апреле 1916 года значительно повреждёнными при транспортировке в пути; последовавший юридический спор между поставщиком и заказчиком несколько задержал принятие их на вооружение. Когда ситуация разрешилась, поставки продолжились, хотя первоначальный размер заказа был уменьшен.
G.I поступили в эскадрильи № 101—103 и 22-ю запасную, действовавшие на Итальянском фронте (аэродром Дивача). Кроме полученных из Германии, 12 самолётов были построены на заводах компании UFAG, они несколько отличались от машин немецкого производства.
За три месяца боевого применения, им удалось провести лишь один успешный вылет. По отчётам пилотов, G.I сильно уступал немецким аналогам других фирм, особенно появившемуся в марте 1917 года бомбардировщику Gotha G.IV. Поэтому машины Ганза-Бранденбург вскоре были переведены в учебные части, а взамен их поступили около 30 «Гот».
Прототип модификации G.IK использовался в качестве летающего испытательного стенда в экспериментах по установке на самолёте артиллерийского вооружения; на нём монтировались пушки Škoda калибром 37, 50 или 70 мм.

## Описание конструкции
Биплан, силовой набор из дерева, обшивка фанерная. В передней кабине, оснащённой носовой турелью, размещались пилот и бомбардир, в задней — стрелок. Нестандартный для того периода способ крепления двигателей: они были закреплены на стальных фермах к лонжеронам фюзеляжа, что создавало вибрации и утяжеляло конструкцию.

## Модификации
G.I
серийные бомбардировщики.
G.IK
опытный прототип с установленными пушками различных калибров (вплоть до 70-75-мм).

## Эксплуатанты
- Kaiserliche und Königliche Luftfahrtruppen
  - Flik 101/G
  - Flik 102/G
  - Flik 103/G
  - Flek 22

## Тактико-технические характеристики
Источник данных: "Уголок неба"

Технические характеристики
- Экипаж: 3: пилот, наблюдатель, стрелок[2]
- Длина: 9,80 м
- Размах крыла: 18,00 м
- Высота: 4,20 м
- Площадь крыла: 70,0 м?
- Масса пустого: 1 776 кг
- Максимальная взлётная масса: 2 740 кг
- Силовая установка: 2 ×  Austro-Daimler 6
- Мощность двигателей: 2 × 160 л.с. (2 × 120 кВт)

Лётные характеристики
- Максимальная скорость: 133 км/ч
- Практическая дальность: 1000 км
- Практический потолок: 4000 м
- Скороподъёмность: 1,7 м/сек

Вооружение
- Стрелково-пушечное: 2 × 8-мм пулемёта Шварцлозе
- Бомбы: ??кг